# Conopias trivirgatus
Conopias trivirgatus là một loài chim trong họ Tyrannidae.